# Воспитание Каина
«Воспитание Каина» (англ. Raising Cain) — американский художественный фильм 1992 года, триллер, снятый режиссёром Брайаном Де Пальмой. Главные роли в этом фильме исполнили Джон Литгоу, Лолита Давидович, Стивен Бауэр, Фрэнсис Стернхэйген, Грегг Хенри, Том Бауэр и Мэл Харрис.
Фильм затрагивает две важные проблемы — эксперименты врачей над своими пациентами и раздвоение личности. Премьера фильма состоялась 7 августа 1992 года в США. Сборы в США 21 370 059 $.

## Сюжет
Врач-психолог проводит эксперименты — его давно интересует проблема раздвоения личности. У доктора есть сын Каин, который тоже стал психологом. Доктору удалось вызвать у своего сына особый вид отклонения психики — множественное раздвоение личности.
Однако доктор проводил эксперименты не только со своим сыном, но и с другими людьми. Для этого он похищал чужих детей. Злодея всё-таки разоблачают, и теперь он должен скрываться от полиции в Норвегии. А его работу по поиску и похищению детей выполняет теперь его сын Каин — он обладает многоликостью и может предстать то добрым отцом, то отъявленным негодяем.

## В ролях
- Джон Литгоу — Картер / Каин / доктор Никс / Джош / Марго
- Лолита Давидович — Дженни
- Стивен Бауэр — Джек Данте
- Фрэнсис Стернхаген — доктор Линн Вальдхайм
- Грегг Генри — лейтенант Терри
- Том Бауэр — сержант Калли
- Мэл Харрис — Сара
- Тери Остин — Карен
- Картерис, Габриель — Нэн
- Бартон Хеймэн — Мак
- Аманда Помбо — Эми
- Кэтлин Кэллэн — Эмма

## Съёмочная группа
- Автор сценария: Брайан Де Пальма
- Режиссёр: Брайан Де Пальма
- Продюсер: Гэйл Энн Херд
- Сопродюсер: Майкл Джойс
- Оператор: Стивен Бурум
- Композитор: Пино Донаджио[англ.]
- Художник: Даг Крэйнер
- Монтаж: Дэлва Роберт, Бонни Колер и Пол Хирш
- Костюмы: Бобби Рид
- Кастинг: Пэм Диксон Микелсон

В сценарии сюжетная линия с Дженни и её романом с Джеком занимала первую половину фильма, в то время как сюжетная линия Картера начинала разворачиваться лишь во второй половине. Однако Де Пальме во время монтажа пришлось изменить порядок повествования по просьбе продюсеров. В начале 2010-х поклонник Де Пальмы, голландец Пит Хэлдэрблём, раздобыл в Интернете сценарий фильма и на его основе смонтировал свою фанатскую версию, расположив эпизоды именно в том порядке, в каком они были в сценарии. Эту версию он представил на своём сайте в январе 2012 года. Когда Де Пальма посмотрел её, то пришёл в такой восторг, что когда в 2016 году компания «Shout Factory» готовилась издать фильм на Blu-ray, то Де Пальма уговорил их издать фильм коллекционным изданием, в которое вместе с театральной версией была включена и версия Хэлдэрблёма, которая отныне официально стала считаться режиссёрской версией.

## Другие названия
- Воскрешение Каина
- Воспитание Кэйна